# Cedarbergeniana
Cedarbergeniana is een geslacht van rechtvleugeligen uit de familie sabelsprinkhanen (Tettigoniidae). De wetenschappelijke naam van dit geslacht is voor het eerst geldig gepubliceerd in 1994 door Naskrecki.

## Soorten
Het geslacht Cedarbergeniana  is monotypisch en omvat slechts de volgende soort:
- Cedarbergeniana imperfecta (Naskrecki, 1994)